# Monemvasia

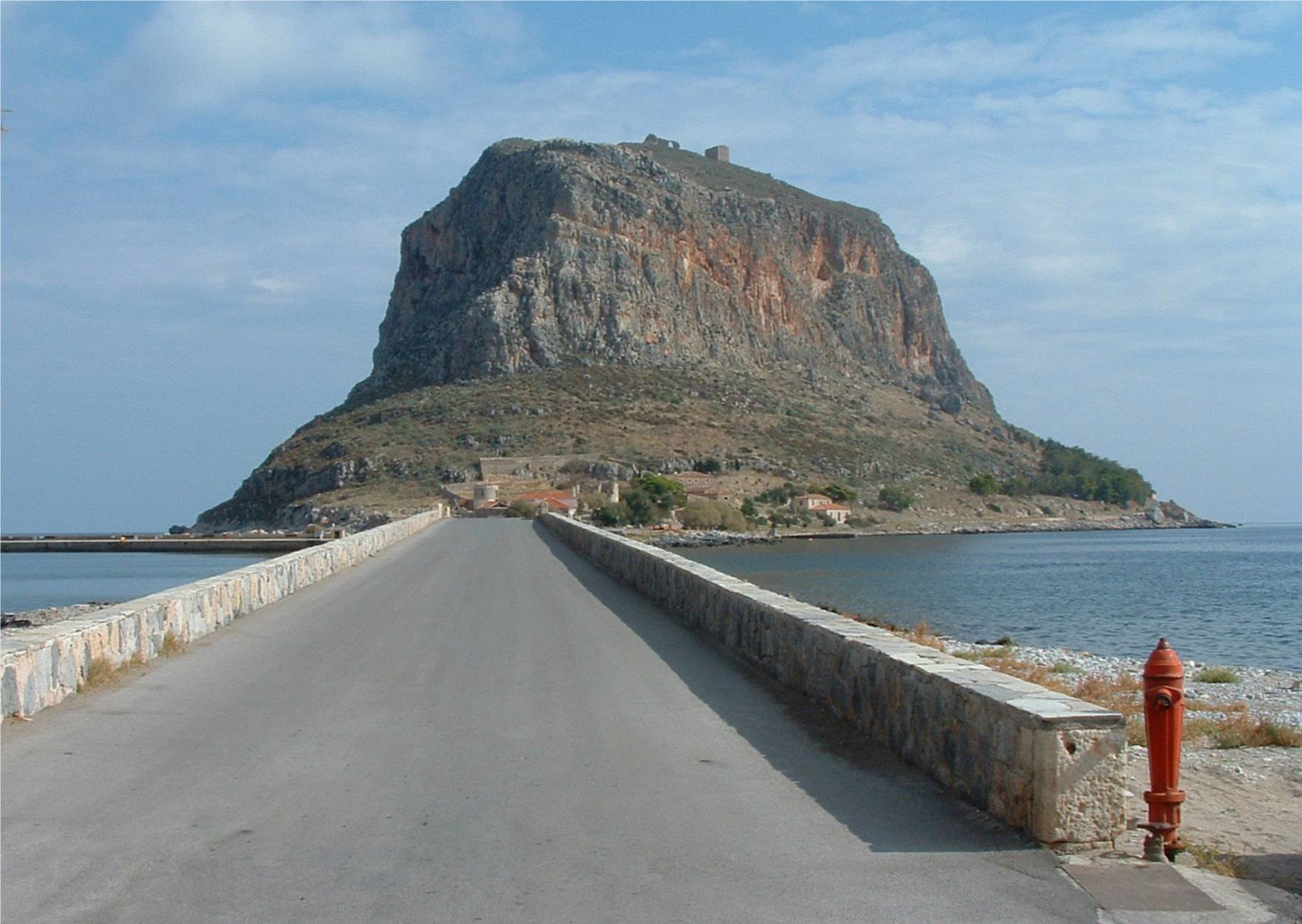
Monemvasia, het "Griekse Gibraltar".

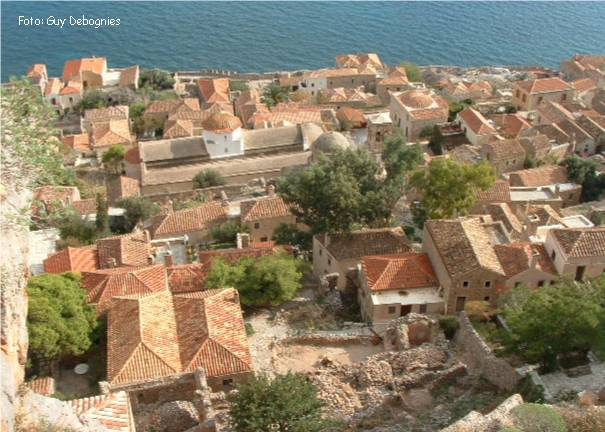
Monemvasia, de benedenstad.

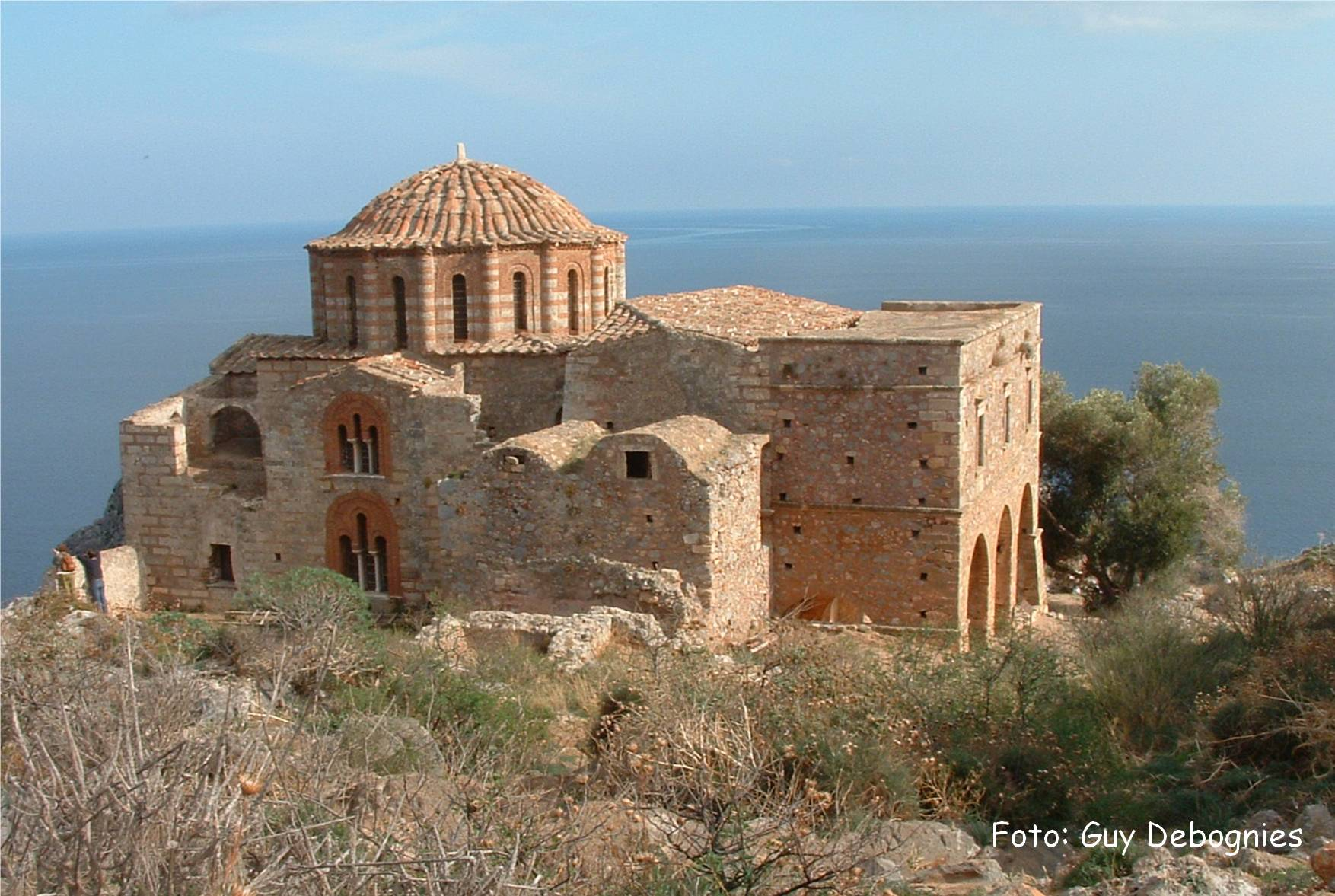
De Agia Sofia-kerk in de bovenstad.

Monemvasia (Grieks officieel: Μονεμβασία; soms Μονεμβάσια of Μονεμβασιά of Μονοβάσια) is een historische Griekse vestingstad, gelegen op een rotsachtig (schier)eiland in het zuidoosten van de Peloponnesos, in de voormalige nomos Lakonia.
De stad dankt haar naam aan een smalle dijk, die de enige toegangsweg (Grieks μονη έμβασις) van het vasteland tot het schiereiland vormt, en gaf in de middeleeuwen haar naam weer door aan een beroemde zoete wijn (Ned. Malvezij, Fr. (Vin de) Malvoisie, Eng. Malmsey, It. Malvasia).
Monemvasia is sedert 2011 een fusiegemeente (dimos) in de Griekse bestuurlijke regio (periferia) Peloponnesos.
De vijf deelgemeenten (dimotiki enotita) van de fusiegemeente zijn:
- Elos (Έλος)
- Molaoi (Μολάοι)
- Monemvasia (Μονεμβασία)
- Voies (Βοιές)
- Zarakas (Ζάρακας)

## Geschiedenis
In de Oudheid was de rots waarop de stad ontstond een deel van het vasteland, maar seismische activiteit maakte er in 375 een eiland van, dat later door een dijk weer met het vasteland werd verbonden. Inwoners van Laconië, opgejaagd door woeste horden uit het noorden, zochten er een toevlucht en stichtten er in de 6e eeuw (onder de regering van de Byzantijnse keizer Mauricius) een heuse stad, die vanaf het vasteland niet te zien is. In de 8e eeuw – de eerste schriftelijke vermelding dateert uit 723 – was Monemvasia door zijn strategische ligging reeds uitgegroeid tot een bloeiende handelsnederzetting.
Verschillende Byzantijnse keizers verleenden de stad gunstige privileges, waardoor de bewoners zich meestal loyaal opstelden en talrijke aanvallen wisten af te slaan, onder meer van Arabische (10e eeuw) en Normandische (12e eeuw) piraten. In 1249 gelukte het Willem II van Villehardouin om de stad na een beleg van drie jaar tot overgave te dwingen. Monemvasia bleef in zijn bezit tot hij het in 1262, in ruil voor zijn vrijheid, moest afstaan aan keizer Michaël VIII Palaiologos. Dat was voor de stad het begin van de bloeitijd: het keizerlijke leger gebruikte ze als vlootbasis voor de herovering van de Peloponnesos, en zo groeide ze uit tot de belangrijkste haven van het despotaat Morea, waarvan Mystras de hoofdstad was.
Toen de despoot Theodoros I Palaiologos (1382-1407) Monemvasia in 1387 wilde uitleveren aan de Venetianen, kwamen de inwoners in opstand tegen deze beslissing, waardoor de vesting (ondanks een korte periode van Turkse overheersing in 1394) in Byzantijnse handen bleef, tot de val van Constantinopel in 1453. Toen brak een onzekere periode aan. In 1460, bij de opheffing van het despotaat Morea, werd Monevasia tijdelijk een protectoraat van de Pauselijke Staat, maar reeds in 1463 erkenden de inwoners bij verdrag de Venetianen als hun heersers. Dezen zwaaiden er de plak van 1463 tot 1540, waarna de stad zonder strijd aan de Turken werd uitgeleverd. De Turkse Halve Maan wapperde op de vestingmuren van 1540 tot 1690: in dat jaar werd Monemvasia heroverd door de troepen van de Venetiaanse doge Francesco Morosini.
De tweede Turkse overheersing duurde van 1715 tot 1821, en al was de bloeitijd reeds lang voorbij, Monemvasia bleef een belangrijk exportcentrum voor de landbouwproducten uit de omgeving en werd zelfs verheven tot hoofdstad van de Turkse vilaet Oost-Laconië. Bisschop Makarios Melissinos riep in 1752 op tot de opstand tegen de Turken, maar vooral het engagement van de inwoners in de zgn. Orlofika had ernstige gevolgen: na de nederlaag van de Russische troepen in 1770 werd Monemvasia met zware plundering bestraft, wat het definitieve verval inluidde. Na deze afrekening woonden er nog maar 150 Griekse families in de vesting.
Tijdens de eerste dagen van de Griekse Onafhankelijkheidsoorlog in 1821 werd het Turkse garnizoen in de stad belegerd (van 28 maart tot 1 augustus) en - ondanks de overgave - door Griekse vrijheidsstrijders uitgemoord. Na de bevrijding kwamen vooral Kretenzische families zich vestigen in de zwaar vervallen stad. De dichter Yannis Rítsos (1909-1990) is een nazaat van deze kolonisten: hij werd hier geboren op 1 mei 1909. Met de stad verliep het van kwaad naar erger: in 1911 verlieten de laatste inwoners de bovenstad, en tientallen jaren lang hebben de gebouwen zwaar geleden onder de verwaarlozing. Pas de jongste jaren bestaat er weer interesse voor de uitzonderlijke culturele waarde van deze historische stad, en in toenemende mate worden de vervallen huizen en kerken hersteld en krijgen zij een nieuwe bestemming.

## Geologie
Het gebied rond Monemvasia heeft een bedrock van dolomiet uit het Trias en het Jura, daarboven een enorm dik pakket kalksteen uit het Krijt. Deze sedimenten zijn afgezet waarin Griekenland overspoeld was door een ondiepe zee, enerzijds omdat de Alpiene orogenese. Deze kalksteen is hetgeen nu de zichtbare bergflank vormt van het eiland. De kalksteen kent weinig structuur en is doordrongen van verschillende verticale breuken. De noordelijke zijde van het eiland komt bijna geheel overeen met zo'n breuklijn. Deze breuken zijn zeer erosiegevoelig waardoor er regelmatig (grote) rotsblokken naar beneden vallen. Het gebied tussen de kust en het eiland sedimenteert geleidelijk aan omwille van de bouw van de verbinding met het vasteland en het trage water.

## Bezienswaardigheden
Vanop het vasteland is het niet te zien dat zich op de kale rots een complete stad bevindt. Monemvasia is opgedeeld in een beneden- en een bovenstad.
De benedenstad is een doolhof van smalle straatjes en steegjes met prachtige traditionele huizen die Venetiaanse invloed verraden. De hoofdstraat voert naar het centrale plein vóór de Kathedraal van Christós Elkómenos (d.i. de Gevangengenomen Christus), die oorspronkelijk dateert uit de 12e eeuw maar in de 16e eeuw grondig werd herbouwd. Naar Italiaans voorbeeld staat de klokkentoren los van de kerk. Op het plein bevindt zich ook een klein Archeologisch Museum, ondergebracht in een kerkje uit 956 dat de Turken ooit tot moskee ombouwden. In de benedenstad bevinden zich nog andere interessante kerken, waaronder de Panagía Myrtidiótissa (ooit een commanderie van de Tempeliers) en de Panagía Chrysafítissa (genoemd naar een bijzondere icoon, die volgens de overlevering in de 17e eeuw vanuit het dorpje Chrysáfa nabij Sparta naar hier zou zijn gevlogen).
De bovenstad, waar vroeger de welgestelde families woonden en er letterlijk neerkeken op de armen in de benedenstad, is nu één grote ruïne. De 13e-eeuwse Agia Sofia-kerk; op de rand van de rots loont echter ruimschoots de moeite van de fikse klim.